# Lamont Strothers
William Lamont Strothers (Nansemond County, 10 maggio 1968) è un ex cestista statunitense, professionista nella NBA, in Europa e nelle Filippine.

## Carriera
È stato selezionato dai Golden State Warriors al secondo giro del Draft NBA 1991 (43ª scelta assoluta).